# Khezri Dasht Beyaz
Khezrī Dasht Beyaz o Khezri (farsi, خضری دشت‌بیاض) è una città dello shahrestān di Qa'enat, circoscrizione di Nimbeluk, nella provincia del Khorasan meridionale. Aveva, nel 2006, una popolazione di 4.930 abitanti. 